# Clément VII
Pour l’article homonyme, voir Clément VII (antipape).
Jules de Médicis (en italien Giulio di Giuliano de' Medici), né le 26 mai 1478 à Florence et mort le 25 septembre 1534 à Rome, est le 219e pape de l’Église catholique de 1523 à 1534 sous le nom de Clément VII (en latin Clemens VII, en italien Clemente VII).
Durant son pontificat, il s'oppose au roi d'Espagne et empereur germanique Charles Quint et au roi d'Angleterre Henri VIII.

## Un Médicis

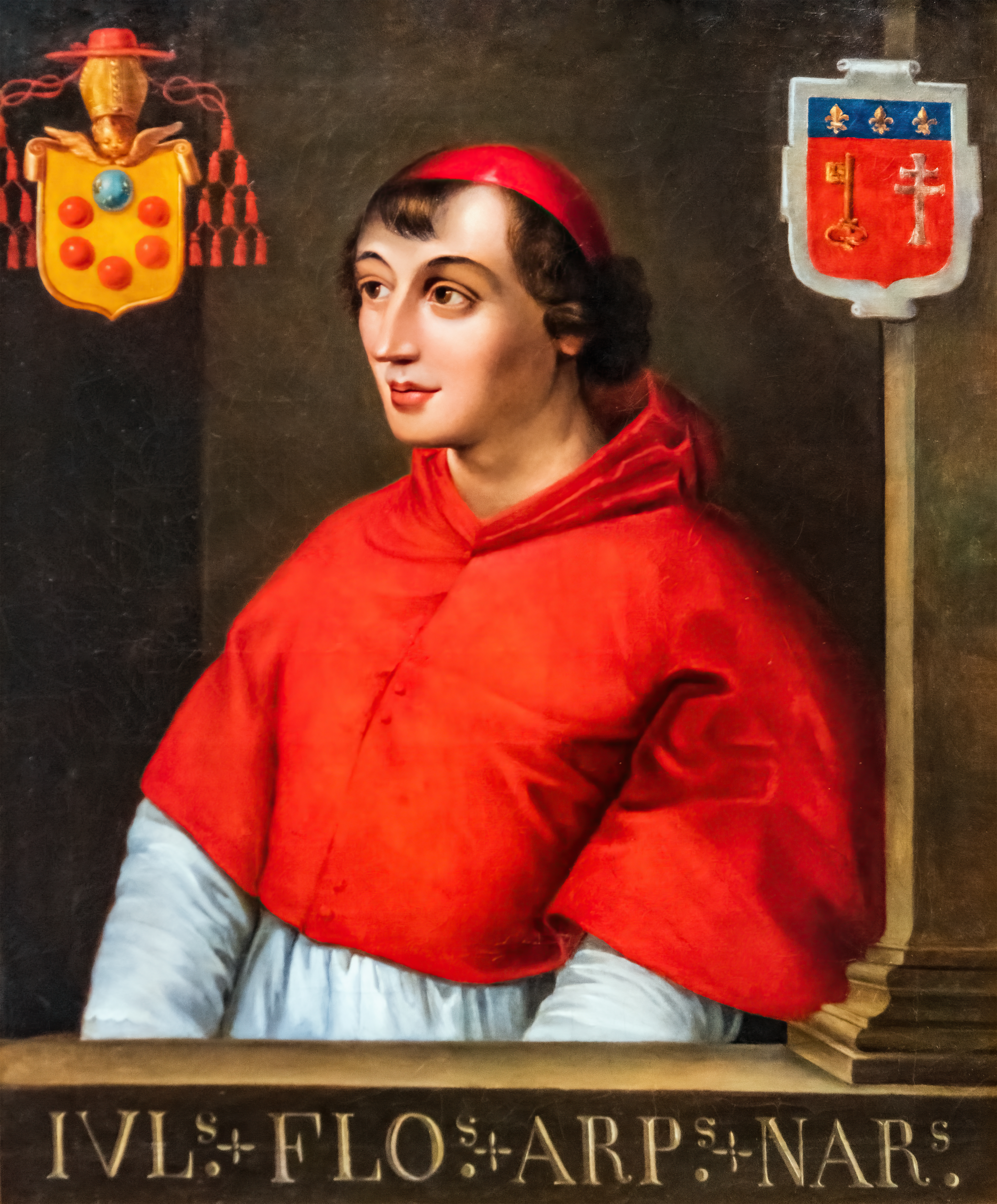
Mgr Jules de Médicis, musée d'art et d'histoire de Narbonne.

Fils posthume et illégitime de Julien de Médicis et de sa dernière maîtresse, Fioretta Gorini, Jules de Médicis est le neveu de Laurent le Magnifique et le cousin du pape Léon X, deux personnages qui useront de leur influence pour le légitimer. Adolescent, il est reçu encore mineur dans l'ordre de Saint-Jean de Jérusalem et promu à sa majorité chapelain conventuel et bientôt pourvu du prieuré de Capoue. En 1513, il est créé cardinal peu après l'élection de Léon X, dont il devient un des principaux conseillers. Il conserve son influence sous le pontificat d'Adrien VI. Il sera  Archevêque d'Embrun entre 1510 et 1514 puis de Narbonne entre 1515 et 1523.
Le conclave destiné à élire le successeur d'Adrien VI est l'un des plus longs de l'histoire. Il s'ouvre au début d'octobre pour se clore le 19 novembre 1523. Deux factions s'opposent : l'une soutenant le cardinal Pompeo Colonna, l'autre favorable à Jules de Médicis. Ce dernier finit par l'emporter à la suite d'une médiation des trois cardinaux français et de la promesse de faire de Pompeo Colonna le chancelier du Saint-Siège.

## La guerre de la ligue de Cognac
Clément VII s'avère avant tout un politique peu préoccupé de théologie. Inquiet de la puissance grandissante de l'empereur Charles Quint en Italie, en particulier à la suite de la bataille de Pavie où François Ier est fait prisonnier, il organise une alliance (la ligue de Cognac) entre la France, Venise, Florence — la ville des Médicis —, le duché de Milan et l'Angleterre pour contrer l'empereur. Le traité d'alliance est signé le 22 mai 1526. En représailles, Charles Quint favorise l'agitation de la noblesse romaine, groupée autour des Colonna, dont les troupes envahissent Rome par surprise le 20 septembre 1526 et pillent la basilique Saint-Pierre. Réfugié dans le château Saint-Ange, Clément VII négocie avec les Colonna et Hugues de Moncade une trêve au prix de 60 000 ducats et licencie ses troupes. Il est en outre contraint de rétablir Pompeo Colonna dans la dignité de cardinal qu'il lui avait retirée.

## Le sac de Rome
Les mercenaires allemands de Georg von Frundsberg, venus en Italie du Nord, et passés sous les ordres du connétable de Bourbon après la maladie de leur chef, décident de descendre sur Rome afin de se rétribuer par le pillage. Ils sont rejoints par des troupes espagnoles et celles de condottieri italiens. Le connétable de Bourbon trouve la mort lors de l'assaut donné contre les murailles du Vatican le 6 mai 1527. Rome est investie et fait l'objet d'un sac impitoyable les jours suivants.
Le pape, escorté discrètement par 42 Gardes suisses pontificaux (le reste du Corps militaire  se faisant massacrer en tentant de ralentir l'avancée des envahisseurs entre la place Saint-Pierre, le palais et la caserne), quitte ses appartements du palais apostolique pour se réfugier dans le château Saint-Ange en empruntant le fameux Passetto (muraille qui relie les deux édifices) construit un siècle auparavant, et amélioré sous Alexandre VI Borgia et Léon X.

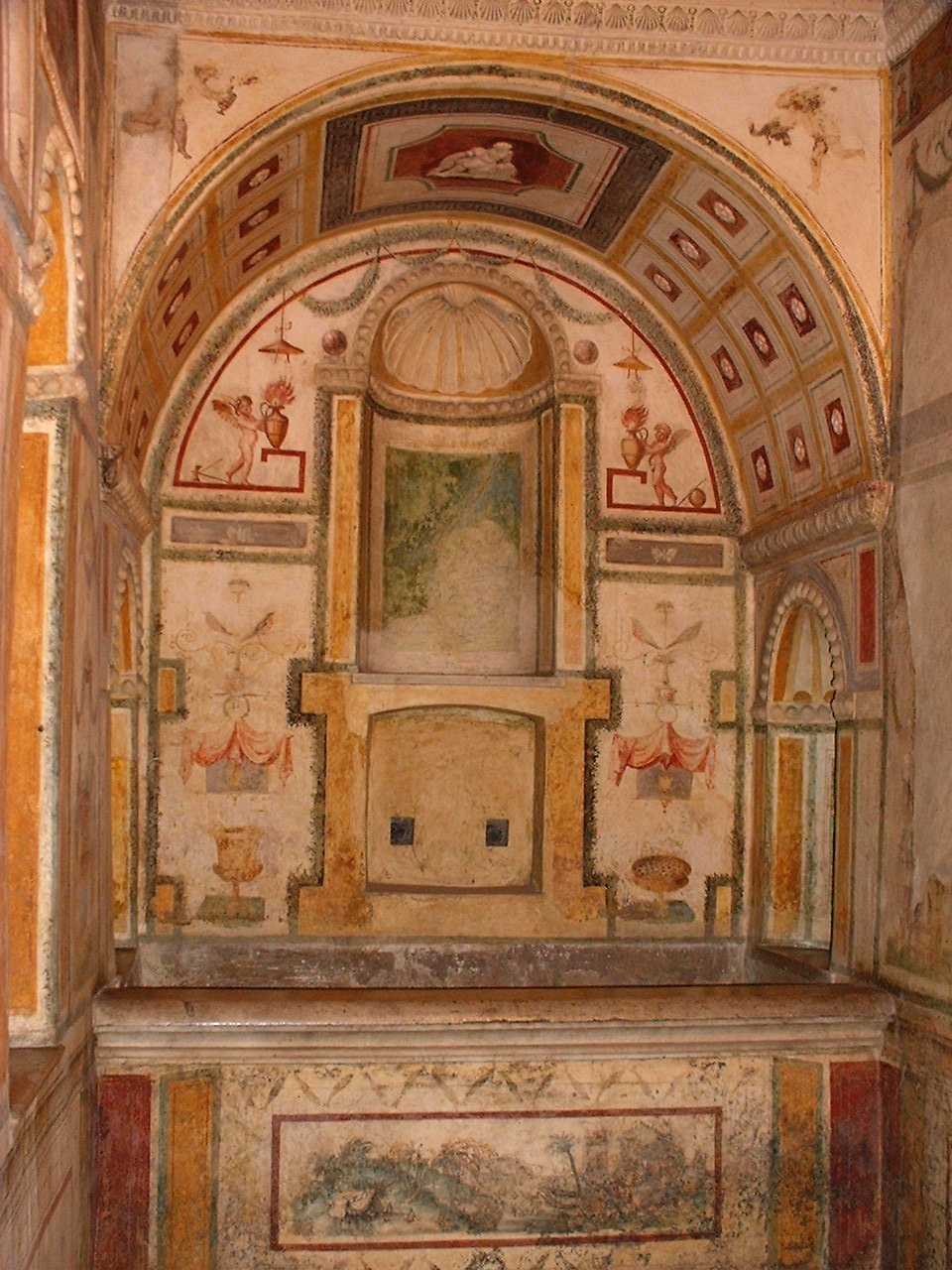
La salle de bains de Clément VII au château Saint-Ange.

C'est à cette occasion que Clément VII se laisse pousser la barbe que les papes n'avaient plus portée depuis Jules II (mort en 1513). Ainsi, nous possédons des portraits de Clément VII sans barbe, tel celui peint par Sebastiano del Piombo, et d'autres, postérieurs au sac de Rome, où le Pape apparaît barbu. Tous les successeurs de Clément VII porteront la barbe (ou la barbiche) durant les XVIe et XVIIe siècles, jusqu'au pontificat de Clément XI. Clément VII reste reclus au château Saint-Ange jusqu'au mois de juin, date à laquelle il est contraint de signer avec le prince d'Orange Philibert de Chalon et les principaux officiers des lansquenets une capitulation au terme de laquelle il s'engage à leur verser la somme énorme de 400 000 ducats, payable en plusieurs fois. Le pape doit en outre remettre dans les mains de l'empereur diverses places fortes ou cités. En décembre, après avoir signé avec Hugues de Moncade, vice-roi de Naples, un traité confirmant la capitulation précédente, par lequel il s'engage à ne plus intervenir contre l'empereur, Clément VII quitte Rome clandestinement le 9 décembre 1527 pour se réfugier à Orvieto, ville faisant partie des États pontificaux. Il revient à Rome en octobre 1528.
Les républicains de Florence profitent de cette situation pour chasser une nouvelle fois les Médicis du pouvoir en mai 1527.

## Le retour à l'Ordre
Deux ans plus tard, pape et empereur finissent par s'accorder : un traité est signé à Barcelone le 24 juin 1529, et Charles Quint est couronné solennellement par Clément VII à Bologne le 24 février 1530. En échange de diverses concessions, l'empereur s'est engagé à rétablir les Médicis à Florence.
Les troupes impériales, commandées par Philibert de Chalon, assiègent Florence la même année. Le siège durera onze mois. Le 3 août 1530 à Gavinana les troupes de Florence sont défaites. Philibert de Chalon trouve la mort dans le combat. Florence est investie et Clément VII peut y restaurer le pouvoir des Médicis en la personne de son « neveu » Alexandre, que l'empereur fera duc de Toscane deux ans plus tard.
Clément VII, qui fait partie de l'ordre de Saint-Jean de Jérusalem, intercède auprès de Charles Quint en faveur de l'Ordre contraint d'abandonner Rhodes en 1522 au terme d'un siège de six mois conduit par le sultan Soliman en personne. C'est à Castelfranco, proche de Bologne, le 24 mars 1530, que Charles Quint signe l'acte concédant à l'Ordre « en fief perpétuel, noble et franc, les villes, châteaux et îles de Tripoli, Malte et Gozo avec tous leurs territoires et juridictions » en échange d'un faucon chasseur chaque année.

## Le conflit avecHenriVIIId'Angleterre
En 1533, un autre coup sévère frappe la papauté : Henri VIII n'ayant pu obtenir du pape l'annulation de son mariage avec Catherine d'Aragon — en partie du fait du soutien de Charles Quint à cette dernière, à une époque où Clément VII ne peut s'opposer à l'empereur — décide de passer outre et de rompre avec le catholicisme pour fonder l'Église anglicane. Mais, plus essentiellement, dans cette grave affaire, le pape se trouve également lié par le dogme de l'indissolubilité du mariage catholique.
Clément VII crée Jean Le Veneur cardinal du titre de Saint Barthélémy en l'Île le 5 novembre 1533 à Marseille. Lors de ce voyage à Marseille, François Ier et le tout nouveau cardinal Le Veneur obtinrent par ailleurs du pape Clément VII une bulle limitant le partage du Nouveau Monde de 1493 (bulle Inter cœtera II) entre les couronnes d'Espagne et du Portugal aux seules terres connues à cette date « et non les terres ultérieurement découvertes par les autres couronnes ».  Sur un plan dynastique, le pape donne en mariage sa nièce Catherine de Médicis au fils cadet du roi. Seule une fille de l'empereur ou d'un roi étant considérée suffisamment digne d'épouser le Dauphin.
Clément VII meurt soudainement, le 25 septembre 1534, à la suite d'une intoxication alimentaire aux champignons, qu'il affectionne beaucoup. Il est possible que le plat ait été empoisonné, le pape ayant beaucoup de puissants ennemis, en Italie comme à l'étranger, à commencer par Henri VIII d'Angleterre. Toutefois, aucune preuve historique n'est venue confirmer cette hypothèse jusqu'à ce jour.

## ClémentVIImécène et protecteur des arts et des lettres
Clément VII s'avère être un pape mécène. Son arrivée sur le trône de saint Pierre rompt avec l'austérité de son prédécesseur Adrien VI. Les artistes qui avaient quitté Rome reviennent. De nouveaux talents provenant de toutes les régions d'Italie et de l'étranger se retrouvent : Parmigianino, Perin del Vaga, Baldassarre Peruzzi, Polidoro da Caravaggio, Sebastiano del Piombo et Rosso Fiorentino. Clément VII enrichit la Bibliothèque vaticane, poursuit la construction de la basilique Saint-Pierre et fait terminer les travaux de la cour de San Damaso et de la villa Madama. Il charge Michel-Ange de représenter le Jugement dernier dans la chapelle Sixtine, travaux qu'il suit personnellement. Il fait détruire le mur protecteur de la sainte Maison de Lorette pour lui édifier son revêtement marmoréen. Il commente et fait publier toutes les œuvres d'Hippocrate. Il approuve l'œuvre de Nicolas Copernic et veut la voir publier.
Il est également le protecteur de Léon l'Africain (Hassan Al-Wazzan), négociant de Fès et natif de Grenade, dans l'ancienne Andalousie musulmane qui, sous la protection de Clément VII, complète sa fameuse Cosmographia de Affrica, publiée à Venise sous le titre Description de l'Afrique.

## Bilan
Clément VII s'avère un grand mécène, à l'instar de son cousin le pape Léon X. On peut aussi évoquer à son actif la protection qu'il assure aux juifs et sa condamnation des conversions forcées des Amérindiens dans le Nouveau Monde. Trop accaparé par les conflits politiques en Europe et en Italie, il ne réagit pas face au protestantisme naissant. Il faut attendre son successeur, Paul III, pour que réagisse la papauté en convoquant le concile de Trente, qui entame une réforme de l'Église, précisant encore davantage les dogmes et rénovant sa discipline et son droit canonique.

## Succession apostolique
Clément VII a ordonné les évêques suivants :
- Évêque Jan Van Het Velde de Campo, O.Carm. (1523)
- Archevêque Olav Engelbrektsson (en) (1523)
- Évêque Lorenzo Toscani (1528)
- Archevêque Girolamo d'Ippolito, O.P. (1528)
- Évêque Alfonso Tornabuoni (it) (1530)
- Cardinal Francisco de los Ángeles Quiñones, O.F.M. (1531)
- Cardinal Antonio Sanseverino, O.S.Io.Hieros. (1531)
- Cardinal Francesco Corner (1531)
- Cardinal Giovanni Domenico De Cupis (1531)